# Аридниця вапнякова
Аридниця вапнякова (Syntrichia calcicola) — вид мохів порядку потіальних (Pottiales).

## Поширення
Батьківщиною є Європа, Північна Африка, Північна Америка, Південна Америка, Азія.

## Характеристика

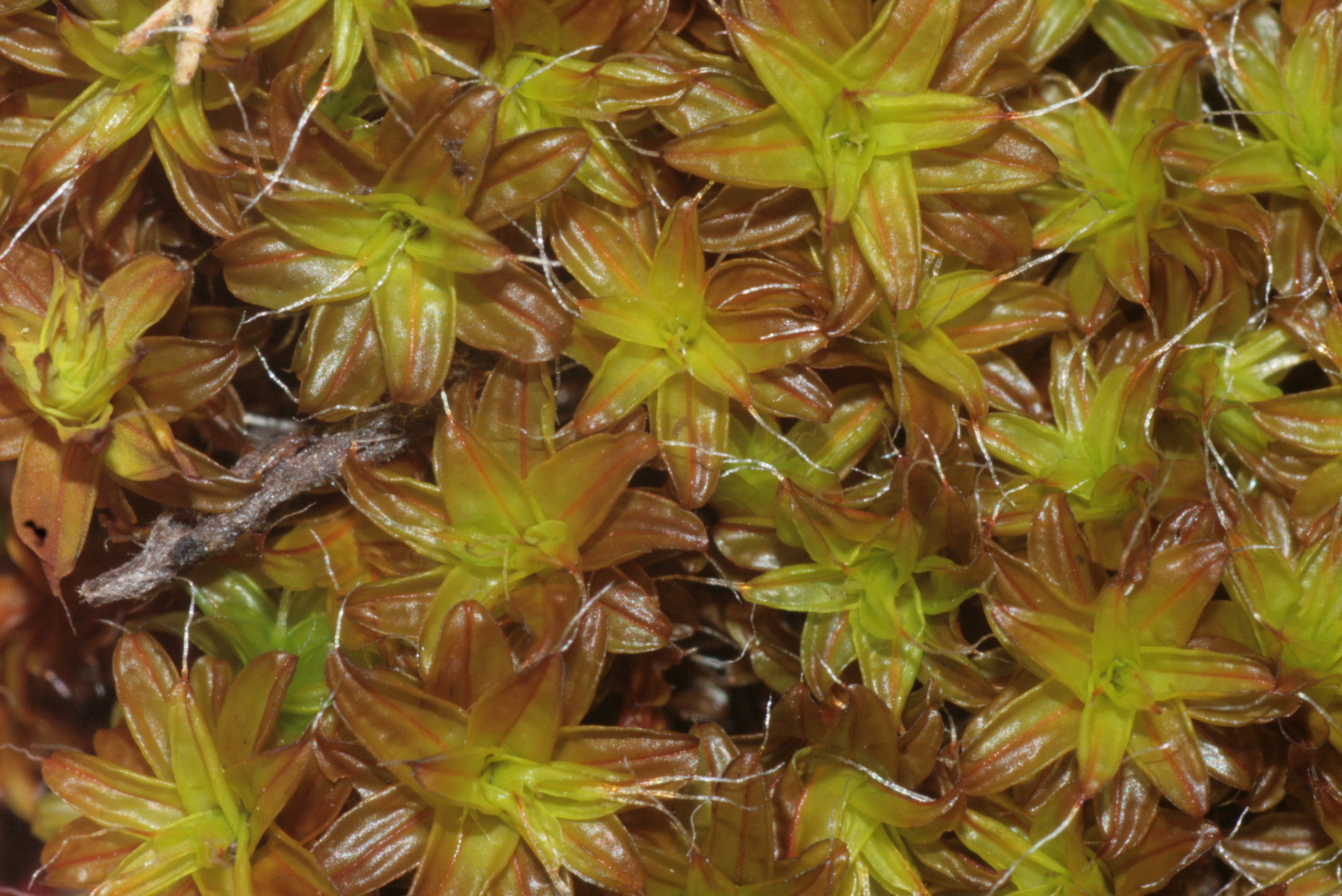